# Андреу Фонтас
Андреу Фонтас Прат (на испански: Andreu Fontàs i Prat) е испански футболист играещ като централен защитник за ФК Барселона.
Роден е на 14 ноември 1989 г. в Баньолес, Херона, Каталония, Фонтас е продукт на школата на Барселона.
Отначало играе като дефанзивен халф, но треньорът на Б отбора – Луис Енрике, който е бивш играч на Барселона го прекфалицифира в централен защитник.